# Olivia Aroha Giles
Olivia Aroha Giles es una artista, autora y creativa neozelandesa.

## Biografía
Especializada en arte textil, ilustración y diseño. Desciende de Ngāti Raukawa, Ngāti Kahungunu, Te Ati Awa, Te Whānau-ā-Apanui, Te Atihaunui-ā-Paparangi y Ngāti Kuia Iwi, así como de ascendencia inglesa y escocesa. En 2010, Olivia se graduó en la Whitireia Nueva Zelanda con una licenciatura de Artes en Textiles. 
Más recientemente, Olivia decidió dedicar más tiempo y centrarse en su pasión por la escritura. Lanzó su primer libro en 2006 a través de Learning Media titulado My two homes ("My two homes"). Este libro infantil popular ha sido distribuido a través de un gran número de escuelas primarias neozelandesas y fue también relanzado en 2008 como audiolibro.
Olivia era también corta listado para Huia los editores prestigiosos 'Pikihuia el cuento Otorga' y era también publicado en su colección de 18 finalista. Su cuento tituló; estepping fuera del boxeo era un destacar pieza en la colección.
En 2013, Olivia publicó su primera novela a través de Dusky Productions Ltd titulada "Heart of the Tapu Stone". Este libro es la primera parte de una trilogía titulada "Threads through the Whariki". El segundo libro de la serie "Feather from the Kakahu" se lanzará a finales de 2015.
Olivia vive en Porirua, Nueva Zelanda y es parte activa en la comunidad artística local. Ha trabajado junto a artistas locales en la creación de piezas de arte a través de la pequeña ciudad, así como exhibiéndolas en Pataka Gallery, Porirua. Ha estado involucrada en proyectos con reconocidos artistas maoríes neozelandeses, como el guionista y actor Tane Mahuta Grey. 

## Libros
- 2006 Mis dos casas.
- 2013, Heart of the Tapu Stone